# گمینا اوژاروو
گمینا اوژاروو (به لهستانی:  Gmina Ożarów) یک گمینا در لهستان است که در شهرستان اوپاتوف واقع شده‌است. گمینا اوژاروو ۱۸۳٫۲۹ کیلومتر مربع مساحت و ۱۱٬۴۵۲ نفر جمعیت دارد.